# Марія (фільм, 1988)
«Марія» — радянський телефільм 1988 року, знятий режисером Володимиром Кобриним на студії «Укртелефільм».

## Сюжет
За мотивами новели Євгена Гуала «Копитами збито». Дія фільму розгортається у перші місяці після закінчення Великої Вітчизняної війни. Люди, заліковуючи рани, повертаються у мирне життя.

## У ролях
- Богдан Ступка — Степан
- Світлана Донська — Марія
- Лесь Сердюк — бригадир
- Микола Шутько — батюшка
- Світлана Князєва — Гапочка
- Микола Олійник — Василь
- Катерина Брондукова — Галина
- Леонід Яновський — Петро
- Євген Пашин — дурник
- Валентин Макаров — епізод
- Олексій Дронников — епізод
- Т. Желєзная — епізод

## Знімальна група
- Режисер — Володимир Кобрин
- Оператор — Ігор Примісський
- Композитор — Євген Станкович